# Spydeberg
Spydeberg is een voormalige gemeente in de Noorse provincie Østfold. De gemeente telde 5765 inwoners in januari 2017. Spydeberg ging in 2020 op in de fusiegemeente Indre Østfold.
De twee broers en wereldberoemde rallyrijders Petter Solberg en Henning Solberg zijn in Spydeberg thuis.
Aremark · Fredrikstad · Halden · Hvaler · Indre Østfold · Marker · Moss · Råde · Rakkestad · Sarpsborg · Skiptvet · Våler

Voormalige gemeentes: Askim · Eidsberg · Hobøl · Rømskog · Rygge · Spydeberg · Trøgstad